# Crazy Arcade
Crazy Arcade (tiếng Hàn: 크레이지 아케이드) là một trò chơi trực tuyến nhiều người chơi được phát triển bởi Nexon. Trò chơi được biết đến với cái tên Boom Online ở Việt Nam. Trò chơi đã từng ra mắt thị trường Mỹ và Nhật Bản với cái tên PopTag! và BnB, tuy nhiên sau đó đã bị đóng cửa và ngừng phát hành.

## Cơ bản

### Cách thức
BnB được mô phỏng theo trò Bomberman của Hudson Soft nhưng đã thay thế những quả bom bằng những quả bóng nước. BnB có thể chơi được đến 8 người cùng một lúc và chia thành 2 loại : Tiêu chuẩn và Tự do. Tự do là cách chơi mà người chơi tự quyết định đồng đội theo ý mình (nghĩa là có thể có 1 chọi 7 hay 4 chọi 4). Tiêu chuẩn là cách chơi mà mỗi đội được chia theo màu sắc và số người chơi ở các đội phải bằng nhau. Ở phần chơi nhiệm vụ, 4 người chơi sẽ hợp lại thành một đội và giết những chú bom di động và cuối cùng là giết thủ lĩnh (boss) của chúng.
Ở kiểu chơi Cơ bản, nhiệm vụ của người chơi là đặt những quả bóng nước một cách khéo léo để tìm cách nhốt những người chơi khác vào bóng nước để những người chơi tìm cách phá vỡ quả bóng nước ấy. Nếu người phá vỡ bóng nước là đồng đội thì người trong bóng nước sẽ được giải thoát và tiếp tục cuộc chơi. Ngược lại, nếu đối thủ làm được điều ấy thì người trong bóng nước sẽ bị "sặc nước" và không được chơi trong trận đó nữa. Nhưng nếu kiểu chơi là Hồi sinh thì người ấy sẽ được hồi sinh ở một điểm ngẫu nhiên trong bản đồ và đội đối thủ giành được 1 điểm.

### Tạo nhân vật, tìm mật khẩu, hai Người chơi
Bắt đầu trò chơi, lần đầu tiên chơi bạn có thể tạo nhân vật mới ở ngay giao diện đăng nhập. Điền đầy đủ thông tin, đặc biệt là thông tin tài khoản từ nhà phát hành cung cấp để có thể tìm loại mật khẩu hay các mục đích khác. Dùng thông tin tài khoản đã đăng ký cho nhân vật, nếu quên mật khẩu có thể tìm lại ở ngay giao diện đăng nhập. Nếu đã có nhân vật, điền tên nhân vật và mật khẩu đã đăng ký để bắt đầu chơi, tương tự khi chơi hai người.

### Nhân vật
| Tên tiếng Hàn      | Tên phiên âm chính thức | Tên tiếng Anh | Tên tiếng Việt | Nâng Cấp Từ         | Chỉ số đặc biệt |
| ------------------ | ----------------------- | ------------- | -------------- | ------------------- | --------------- |
| 배찌               | Bazzi                   | Boz           | Khò Khò        |                     | Tốc độ          |
| 슈퍼 배찌          | Super Bazzi             |               | Siêu Khò Khò   | Khò Khò             | Số bom          |
| 다오               | Dao                     | Dao           | Nhanh Nhẩu     |                     | Đồng đều        |
| 럭셔리 다오        | Luxury Dao              |               | Tia chớp       | Nhanh Nhẩu          | Tốc độ          |
| 디지니             | Dizni                   | Diz           | Mật Ngọt       |                     | Đồng đều        |
| 럭셔리 디지니      | Luxury Dizni            |               | Tai Mèo        | Mật Ngọt            | Đồng đều        |
| 모스               | Mos                     | Moss          | Đầu Đinh       |                     | Tốc độ          |
| 럭셔리 모스        | Luxury Mos              |               | Võ Sĩ          | Đầu Đinh            | Số bom          |
| 우니               | Uni                     | Ike           | Bé Bỏng        |                     | Độ dài          |
| 슈퍼 우니          | Super Uni               |               | Siêu Bé Bỏng   | Bé Bỏng             | Số bom          |
| 에띠               | Ethi                    | Melvin        | Mọt Sách       |                     | Số bom          |
| 럭셔리 에띠        | Luxury Ethi             |               | Nấm Lùn        | Mọt Sách            | Tốc độ          |
| 마리드             | Marid                   | Evie          | Mắt Xanh       |                     | Số bom          |
| 럭셔리 마리드      | Luxury Marid            | Posh Evie     | Mắt Biếc       | Mắt Xanh            | Tốc độ          |
| 슈퍼 럭셔리 마리드 | Super Luxury Marid      |               | Siêu Mắt Biếc  | Mắt Biếc            | Tốc độ          |
| 케피               | Kephi                   | Plunk         | Thịt Mỡ        |                     | Độ dài          |
| 럭셔리 케피        | Luxury Kephi            |               | Tí Bảnh        | Thịt Mỡ             | Độ dài          |
| 산타 할아버지      | Santa                   | Santa         |                | Nhân vật ngẫu nhiên | Tốc độ          |
| 로두마니           | Lodumani                | Lodumani      |                | Nhân vật ngẫu nhiên | Tốc độ          |
| 수                 | Sue                     | Shu           | Thiên Sứ       |                     | Tốc độ          |
| 슈퍼 수            | Super Su                |               | Siêu Thiên Sứ  | Thiên Sứ            | Tốc độ          |
| 후우               | Hoou                    |               | Tí Điệu        |                     | Số bom          |
| 슈퍼 후우          | Super Hoou              |               | Siêu Tí Điệu   | Tí Điệu             | Số bom          |
| 레이               | Lei                     |               |                |                     | Tốc độ          |
| 슈퍼 레이          | Super Lei               |               |                | Lei                 | Tốc độ          |
| 루시               | Lucy                    |               |                |                     | Tốc độ          |
| 슈퍼 루시          | Super Lucy              |               |                | Lucy                | Tốc độ          |
| 댕키               | Dankie                  |               | Mơ màng        |                     | Tốc độ          |
| 브루스             | Bruce                   |               | Bruce          |                     |                 |

Ghi chú
1. 1 2 3 4 5 6 7 8 9 10  Nhân vật này có một phiên bản nâng cấp được mua bằng hệ thống tiền mặt trong game.
2. 1 2  Nhân vật này chỉ xuất hiện nếu chọn "Ngẫu nhiên". Chỉ số của nhân vật này cao hơn bình thường.
3. 1 2 3 4  Nhân vật này phải mua bằng hệ thống tiền mặt trong game.
4. 1 2  Nhân vật này chỉ xuất hiện trong phiên bản di động.

### Cách chơi và bản đồ
Một số bản đồ có thể quy định cấp độ để mở khoá.

#### Kiểu cơ bản
Chế độ chơi này có nhiều kiểu trò chơi đơn giản. Đội chiến thắng là đội bắt được hết những người chơi của các đội khi bị nhốt trong bom nước.

#### Các kiểu chơi khác
- Hồi sinh: Kiểu chơi giúp người chơi có thể chết đi sống lại trong 3 giây. Chiến thắng sẽ thuộc về đội bắt được nhiều nhân vật đối thủ nhất.
- Hóa nhím: Khi một nhân vật bị sặc nước, thì nhân vật đó biến thành một con nhím mà có thể làm vỡ bom nước khi tiếp xúc. Một khi biến thành một con nhím, nhân vật sẽ không bị nhốt trong bong bóng khi trúng bom nước, nhưng sẽ không thể di chuyển trong một thời gian. Nhím có thể cứu được các nhân vật (bị nhốt trong một bong bóng) mà nó chạm vào bất kể màu sắc của nhân vật đó. Nhím cũng có thể loại bỏ những con ma ở màn nghĩa trang và mộ (nhưng sau đó biến mất). Nhím không thể sử dụng bom.
- Săn thủ lĩnh: Một nhân vật của mỗi đội được đặt một lá cờ có màu của đội đó để cho biết rằng họ là thủ lĩnh. Một khi những thủ lĩnh bị đánh bại, tất cả thành viên trong nhóm của người đó đều bị sặc nước.
- Bom hẹn giờ: Một người ngẫu nhiên được chọn để mang một quả bom trên đầu của họ. Người đó phải chạm vào một người khác, không phân biệt màu sắc. Người bị chạm sẽ mang bom. Nếu nhân vật này không chạm một nhân vật khác trước thời gian giới hạn, bom sẽ nổ và nhân vật đó sẽ bị nhốt trong bong bóng. Sau đó, một người khác sẽ được lựa chọn một lần nữa.
- Giống tất cả các bản đồ ở thông thường, trừ màn Biển cả.

#### Cách chọn bản đồ:
- Tự động do hệ thống chọn một cách ngẫu nhiên.
- Ghi nhớ bản đồ ưa thích bằng ký hiệu nốt nhạc sau đó sẽ được hệ thống chọn một trong số đó.
- Nhấn trực tiếp vào bản đồ ngẫu nhiên từng bản đồ thông thường hoặc riêng lẻ.

Bản đồ thông thường:
- Bánh ngọt (1 → 5).
- Khu rừng (0 → 21) : xuất hiện nhiều quỷ đỏ.
- Băng tuyết (0 → 17) : xuất hiện Giày tăng tốc độ tối đa.
- Đại dương (0 → 26) : xuất hiện Mực ống.
- Thuyền chiến (0 → 19).
- Ngôi làng (0 → 17) : nhiều bụi rậm dùng để ẩn nấp kẻ thù.
- Khoáng sản (0 → 23) : xuất hiện xe đường ray.
- Kim tự tháp (0 → 22) : xuất hiện hồn ma khi phá gạch, mũi khoan, đặt gai, khi người chơi chạm trán hồn ma sẽ sặc nước, hồn ma biến mất.
- Doanh trại (0 → 15) : xuất hiện xe tăng, gai nhọn, bụi rậm, bụi gai.
- Mưa Bom (0 → 15) : nhiều bom nước được tung ra từ hệ thống sặc nước.
- Nhà máy (0 → 23) : xuất hiện lỗ hổng truyền bom nước độ dài 1, bẫy tia nước.
- Nghĩa trang (0 → 20) : một số bản đồ xuất hiện hồn ma.
- Sa mạc (0 → 15) : có tua trượt, túp lều.
- Biển cả (1 → 9) : xuất hiện cá mập, sứa nổ bom, san hô.

Bản đồ Đặc biệt
- Cỏ 4 lá (6 bản đồ) : bản đồ sẽ toàn cỏ 4 lá (clover), đội ăn nhiều cỏ nhất sẽ chiến thắng. Khi ăn cỏ, bạn sẽ có xác suất nhận được vàng hay "Hiệu ứng Superman".
- Quái vật xanh (7 bản đồ) : đội bắt nhiều lề mề nhất sẽ chiến thắng, combo 5 gặp lề mề hoàng kim
- Kho báu (24 bản đồ) : đội tích luỹ được nhiều điểm nhất sẽ thắng bằng cách di chuyển xung quanh cùng màu để chiếm
- Nông trại xanh (5 bản đồ) : đội ăn được 20 điểm sẽ thắng. Trắng +1, Vàng +3, Đen +5.
- Xe đua (18 bản đồ) : đội hoàn thành 3 vòng chạy từ con số 1 đến 4 rồi cán đích sẽ thắng. Dùng xe đua để chạy.
- Zombie (6 bản đồ) : kiểu chơi được nhiều người ưa thích. Con người cần sinh tồn hoặc zombie cần lây nhiễm toàn bộ con người trong thời gian 1 phút 30 giây. Khi lây nhiễm, có 4,5 giây để ăn thuốc giải để giải độc.

Ở mọi chế độ ở Bản đồ Đặc biệt trừ Zombie đều có khả năng hòa nếu 2 bên bằng điểm nhau. Riêng chế độ Zombie, bên phía con người thắng khi đạt được các chỉ tiêu: Hết giờ + Ít nhất 1 người không biến thành zombie (nếu con người bị nhiễm bệnh mà khi hết giờ chưa biến thành zombie thì vẫn tính con người thắng).

#### Nhiệm vụ
Ở chế độ Nhiệm Vụ, các nhân vật hợp lại thành một đội và họ phải hợp sức để đánh bại những con quái vật và trùm (Boss) ở các màn trước khi hết thời gian. Có 3 màn: Hai màn đầu có những con quái vật và màn cuối cùng có Boss (Riêng ở phần Vua Cát và Hỏa Thần có 2 màn). Nếu bạn đánh bại các Boss, rất nhiều vàng sẽ xuất hiện như là một giải thưởng. Ngoài ra, người bắt Boss sẽ được tặng thêm vàng, số lượng được xác định bởi mỗi bản đồ.

#### Các bản đồ nhiệm vụ
- Thạch nhân (9 bản đồ) : diệt các quái đất nhỏ, Boss Thạch nhân, trở ngại hòn đá lăn không tiêu diệt được.
- Robot (6 bản đồ) : diệt các robot nhỏ, lớn, Boss Robot.
- Cướp biển (9 bản đồ) : diệt các con nô lệ hải tặc, Mực ống.
- Nữ chúa (9 bản đồ) : diệt các quái nô lệ băng tuyết, nữ chúa Chim cánh cụt.
- Hải cẩu (10 bản đồ) : diệt các quái nô lệ, cá sấu và Hải cẩu chúa.
- Rùa biển (7 bản đồ): tiêu diệt sao biển và Rùa biển.
- Cánh đồng tuyết (6 bản đồ).

#### Đấu trường quái vật
Trong chế độ Đấu trường, bạn sẽ chiến đấu với các NPC (Non-Player Characters) đó là những nam/nữ ca sĩ Hàn Quốc và 4 quái vật. Trước khi chiến đấu, bạn có thể tùy chỉnh mức độ của sự khó, và các NPC khác nhau có các thuộc tính khác nhau. Ví dụ, khỉ đột bắt đầu với một phạm vi lớn hơn, nhưng chỉ có một quả bóng, so với tê tê, bắt đầu với hai quả bóng, nhưng phạm vi nhỏ hơn. Khi chiến thắng, người chơi nhận được một lượng tiền vàng nhất đinh, và điểm tích lũy để mở khóa các NPC khác.
- Giống hầu hết tất cả bản đồ thông thường, trừ Biển cả.

#### Super Fighter
Kiểu chơi này mở theo thời gian sự kiện. Các đội chơi được xếp Tiêu chuẩn và thi đấu các bản đồ đặc biệt trong kiểu chơi.
- 1 trận kéo dài 1 phút 20 giây.
- Sức mạnh của các nhân lực lên mức tối đa.
- Trong 1 trận có 3 vòng tương ứng 3 bản đồ khác nhau (Map hiển thị trong bản đồ chọn map luôn là round 1), thắng 2 vòng sẽ giành chiến thắng.
- Hết thời gian hoặc chết cùng một lúc sẽ hoà vòng.
- Bản đồ (Map): Rạp xiếc, Đấu trường đại chiến (Cổ trang).

Giới hạn
Chơi các tính năng thú vị như không dùng đạo cụ, chỉ về nhiệm vụ đặc trưng của kênh Đặc biệt trong giao diện chọn Kênh.

### Tính năng
Bom nước
Những quả bóng nước sặc sỡ đang chờ bạn chinh phục. Tìm mua ở siêu thị, hoạt động.
Siêu thị
Siêu Thị là nơi bạn có thể "tậu" được một ngoại hiệu rực rỡ, một avatar sinh động với giá cả cực kỳ phải chăng trong thời kỳ... danh vọng đang eo hẹp. Thật hấp dẫn phải không nào? Hãy đến với Siêu thị thử xem. Ngoài ra bạn cũng có thể dùng tiền của mình để tặng đồ cho người khác, kể cả tiền miễn phí như Vàng cũng có thể tặng.
Siêu thị có 3 đơn vị tiền: XU, Bạc và Vàng. XU do mình nạp tiền vào game. Bạc do tham gia các hoạt động của game. Vàng có thể kiếm được bất kỳ đâu trong game. Và, khoảng 2 năm trước hầu hết tất cả đạo cụ trang trí bằng vàng (lucky) đều đã đóng cửa.
Đập trứng, Bing Bing, Mở Gấu, Ngôi sao may mắn
Sử dụng các loại búa, Bing Bing, Chìa mở gấu tìm mua ở siêu thị theo thời gian hoạt động để mở lấy những món quà hấp dẫn như đạo cụ vô số, trang trí, bơm nước sặc sỡ và nhiệm màu. Cũng có thể tham gia hoạt động nhận được. Nhìn thấy chúng ở giao diện tìm phòng.
Quảng Trường
Quảng trường, tính năng mới xuất hiện trong Boom Online là một không gian sinh hoạt cộng đồng, nơi bạn bè cùng nhau tụ tập, nơi hẹn hò và cả cầu hôn. Khi vào game, người chơi sẽ được đưa đến quảng trường với tha hồ sự chọn lựa: tạo phòng, như thông thường hay là tìm đến các trò chơi giải trí. Bạn có thể đến gian hàng thú cưng – nơi có những chú pet đáng yêu của Boom, giúp người chơi tha hồ lựa chọn. Từ khi big update, bạn cũng có thể câu cá để săn đồ, hoàn thành nhiệm vụ. Tìm thấy chúng ở các kênh tự do chẵn.
Kết hôn
Kết hôn là một tính năng rất hay trong game. Bạn có thế kết hôn với người mình yêu quý, cùng nhau trên mọi nẻo đường, dù Chiến Thắng hay Sặc Nước cũng đều không xa rời.
Chợ trời
Chợ trời là nơi bạn có thể (dùng vàng):
- Đổi những vật phẩm hiện có của mình để thỏa thích chọn vật phẩm mới
- Chọn những vật phẩm ưng ý với giá hấp dẫn

Chợ phép thuật (Magic Market)
Chợ này được ra mắt đầu năm 2016 với 3 mục cơ bản: Phân rã, Chế tạo và Kết hợp.
- Phân rã : Dùng đạo cụ có thể phân rã bột mì trắng, đạo cụ trang trí có thể nhận được bột mì đỏ hoặc vàng (tất cả đạo cụ phân rã pải là vĩnh viễn)
- Chế tạo : Được mở theo thông báo sự kiện, dừng các loại bột để chế tạo các vật phẩm hiếm
- Kết hợp : Dùng các đạo cụ trang trí có hạn sử dụng vào 6 ô để kết hợp 1 trong 6 sẽ được nhận trong khoảng thời gian nhất định đã thông báo.
  - Thuốc bảo vệ : Tìm mua tại siêu thị, giúp không bị mất trang trí khi kết hợp (tỉ lệ 100%)
  - Thuốc thành công : Tăng hạn sử dụng đến khoảng thời gian tầm cao trong thời gian nhất định (không đảm bảo tỉ lệ).

Hội nhóm
Hội nhóm là một chức năng mới mà thông qua đây, các gamer có thể hợp tác và tạo ra nhiều cơ hội vui chơi. Dường như các thông tin, quản lý trong hội không có gì đặc biệt.
Tin nhắn
Kết bạn ở thông tin cá nhân của họ, trò chuyện cùng họ, gửi tin nhắn cho họ, xem họ có online không, đó là những gì của tin nhắn. Tuy nhiên, các nhận vật có dấu sẽ không thể thực hiện tính năng này trừ gửi tin nhắn.
Chat
Chat thoả thích trong Boom Online! Tuy nhiên, bạn có thể bị làm phiền bởi các thông báo sự kiện, thông tin trúng thưởng của người khác, loa hết sức tuỳ tiện. Một số từ có thể bị cấm như các từ có trong truyện tranh.
Chat riêng có thể ghi tên người cần chat ở ô bên trái chat trong phòng chờ. Dùng /who (hoặc /w) tên nhân vật để chat ngay khi đang chơi.
Có thể mời người mình muốn chơi bằng cách ghi lệnh /in tên người chơi. Ví dụ để mời tên nhân vật là abcde, ghi lệnh /in abcde rồi nhấn phím Enter.
Siêu cấp
Sự kiện này được tổ chức theo mùa (3 tháng được coi là 1 mùa, như vậy 1 năm có 4 mùa). Nhiệm vụ là tiêu diệt người chơi khác thi đấu tiêu chuẩn gồm 1vs1, 2vs2 hay 3vs3 và bản đồ cũng bị giới hạn. Chiến thắng được điểm Win Point (WP), thua sẽ bị trừ điểm. Đạt điểm theo yêu cầu từng mùa sẽ lên cấp và thưởng một số vàng (màn thưởng). Nếu thua mà số điểm có bé hơn điểm trừ sẽ bị rớt cấp hoặc về 0 (không được tiến vào bản đồ thưởng nữa). Số cấp tối đa là 10, từ năm 2013, điểm 1 ngày chỉ được 1980, tổng điểm lên cấp được lấy 1980 x số ngày diễn ra. Quá điểm này sẽ bị khoá tài khoản và rớt cấp. Tìm thấy siêu cấp ở giao diện chọn kênh - Siêu cấp.
Hero Mode
Hero Mode là kiểu chơi hoàn toàn mới của game Boom, trong đó, nhân vật của bạn sẽ lớn mạnh theo từng cấp độ. Song song đó, bạn sẽ học được những kỹ năng mới, thực hiện chuỗi nhiệm vụ hấp dẫn. Bạn cũng có thể nâng cấp vật phẩm để nâng cao sức mạnh chiến đấu hay phòng thủ cho nhân vật của mình. Với hơn 100 bản đồ, hơn 70 nhiệm vụ, 60 loại vật phẩm đặc biệt sẽ lần lượt ra mắt trong thời gian tới, kỹ năng mới cho nhân vật, quái vật mới nhiều thử thách... Hero Mode sẽ là nơi người chơi thỏa sức thể hiện sức mạnh, chinh phục những đỉnh cao mới để khẳng định đẳng cấp của mình. Tìm thấy Kênh Hero Mode ở giao diện chọn kênh.

## Đón nhận tại Việt Nam
Tháng 6/2007, VinaGame (VNG) chính thức phát hành game casual nổi tiếng của Nexon là Boom Online (tiền thân là Crazy Acade), bắt đầu sự hợp tác mới mẻ giữa VNG – Nexon. Giai đoạn ban đầu của sự hợp tác này là sự thành công vượt bậc của Boom Online trên thị trường game online Việt Nam với số lượng CCU lên đến 30.000. Đây là một con số rất khả quan khi thị trường "casual game" Việt Nam đang bị bao phủ bởi sức hút của nữ hoàng Audition. Boom Online ra mắt, sớm mang đến một làn gió mới cho thể loại casual game vừa gần gũi (theo phong cách của Bomberman ngày xưa) vừa mới lạ (khác hẳn phong cách âm nhạc của Audition)
Tháng 6/2008, Boom Online chìm trong giai đoạn thoái trào của một casual game dành cho lứa tuổi teen "cả thèm chống chán". Mọi người tưởng như ngày "chia tay" của Boom Online với các Boomer sớm đến gần khi tình trạng hack hoành hành là nguyên nhân chính yếu. Tuy nhiên, Boom Online tích cực hợp tác với đội ngũ kỹ thuật của Nexon nhằm chống hack, cứu vãn tình thế ở phút chót. Boom Online vượt qua giai đoạn "thoi thóp".
Tháng 6/2009, Boom Online đưa ra chuỗi sự kiện in-game và bất ngờ vật dậy game casual này lên con số kỷ lục của Boom Online trong những năm qua: 50.000 người chơi. Từ đó tạo đà chạy cho Boom Online thêm những cập nhất mới nhằm kéo dài mối lương duyên với Nexon với các cập nhật mới như: cặp đôi Mắt Biếc và Tí Bảnh (nâng cấp từ Thịt Mỡ), các tính năng Zombie trong ván đấu, các giải đấu couple nhân dịp ra mắt cặp đôi hoàn hảo Mắt Biếc – Tí Bảnh trong giai đoạn cuối tháng 3/2010.
Trước những thành công bước đầu và vượt qua sóng gió của Boom Online, vị thế của Nexon tại thị trường Việt Nam sớm được nhiều người biết đến và ngày càng khẳng định giá trị cùng tiềm lực của mình. Có thể nói, mối lương duyên của Nexon và VinaGame qua Boom Online khá thành công.
Năm 2015 - 2016, người chơi ngày giảm sút do các lỗi. Hoặc các sự kiện khá nhàm chán không có gì mới mẻ khiến Boom Online ngày vắng vẻ và sa sút người chơi. Hiện tại giờ cao điểm chỉ được tầm khoảng đầy 2 TD(Tự do) (kênh) cả hai máy chủ: Hà Nội và Thành phố Hồ Chí Minh.
Ngày 10/5/2017, VNG đóng cửa toàn bộ máy chủ và ngưng phát hành Boom online tại Việt Nam.

## Phiên bản di động
Ngày 21 tháng 3 năm 2019, Nexon đã phát hành phiên bản chơi trên di động với tên gọi là Boom M. Cũng thời điểm đó, VTC Game đã hợp tác với Nexon để phát hành Boom M tại Việt Nam. Tuy nhiên, do những vướng mắc về các sự cố kỹ thuật buộc phải liên tục đóng cửa để bảo trì, VTC Game đã đóng cửa và ngừng phát hành Boom M tại Việt Nam kể từ ngày 24 tháng 11 năm 2020.